# Parantica aglea
Espèce
Parantica aglea est une espèce de lépidoptères (papillons) de la famille des Nymphalidae. Elle vit en Asie. 
L'imago a une envergure de 70 à 100 mm.